# Christian Meier (Radsportler)
Christian Meier (* 21. Februar 1985 in Sussex) ist ein ehemaliger kanadischer Radrennfahrer.

## Sportlicher Werdegang
Christian Meier begann seine Karriere 2006 beim kanadischen Continental Team Symmetrics. Bei den Straßenrad-Weltmeisterschaften in Salzburg belegte er im Straßenrennen der U23-Klasse den 48. Platz. 2007 wurde Meier Siebter bei Lüttich–Bastogne–Lüttich Espoirs und einmal Etappendritter bei der Vuelta a El Salvador. Im selben Jahr wurde er kanadischer Straßenmeister der U23, ein Jahr später Straßenmeister der Elite. 
Nach seinen Erfolgen erhielt Meier zur Saison 2009 einen Vertrag beim UCI WorldTeam Garmin. In den zwei Jahren im Team absolvierte er mit der Vuelta a España 2009 seine erste Grand Tour, die er jedoch nicht beendete. Insgesamt blieb er ohne zählbare Erfolge, nennenswert ist der siebte Gesamtrang bei der Tour of Britain 2010. 2011 fuhr er für das UnitedHealthcare Professional Cycling Team, bevor er zur Saison 2012 mit dem Team Orica GreenEdge in die UCI WorldTour zurückkehrte. In seinem Team wurde er vorrangig als Helfer eingesetzt und nahm noch viermal an einer Grand Tour teil. Eigene Siege blieben ihm verwehrt.
Nach der Saison 2016 beendete Meier seine Radsportlaufbahn.

## Erfolge
2007
- Kanadischer Meister – Straßenrennen (U23)

2008
- Kanadischer Meister – Straßenrennen

2014
- Bergwertung Bayern-Rundfahrt

## Grand-Tour-Platzierungen
| Grand Tour            | 2009 | 2010 | 2011 | 2012 | 2013 | 2014 |
| --------------------- | ---- | ---- | ---- | ---- | ---- | ---- |
| Giro d’ItaliaGiro     | –    | –    | –    | 135  | 142  | –    |
| Tour de FranceTour    | –    | –    | –    | –    | –    | 121  |
| Vuelta a EspañaVuelta | DNF  | –    | –    | –    | 82   | –    |